# Oberea incompleta
Oberea incompleta är en skalbaggsart som beskrevs av Leon Fairmaire 1897. Oberea incompleta ingår i släktet Oberea och familjen långhorningar. Inga underarter finns listade i Catalogue of Life.